# Esox lucius
El lucio europeo (Esox lucius) es una especie de actinopterigio esociforme de la familia de los esócidos de agua dulce.

## Descripción
El lucio europeo tiene un cuerpo largo, de forma casi cilíndrica. La cabeza, relativamente larga, tiene una boca con forma de pico de pato que se abre hacia arriba. La aleta dorsal, de tamaño relativamente largo, se extiende hacia atrás. 
El color varía con el hábitat, la espalda es normalmente de color verde-marrón, la coloración cambia hacia tonos más claros acercándose al vientre blanco. Las mandíbulas están provistas de dientes especializados, al igual que la lengua y los arcos de las agallas. El lucio posee entre 110 y 130 pequeñas escamas a lo largo de la línea lateral. 
El tamaño promedio está situado entre unos 50 cm y 1 metro. Existen ejemplares de hasta metro y medio y pesos de hasta 25 kg. El tamaño máximo solo lo alcanza normalmente la hembra, el macho no llega a más de 90 cm.

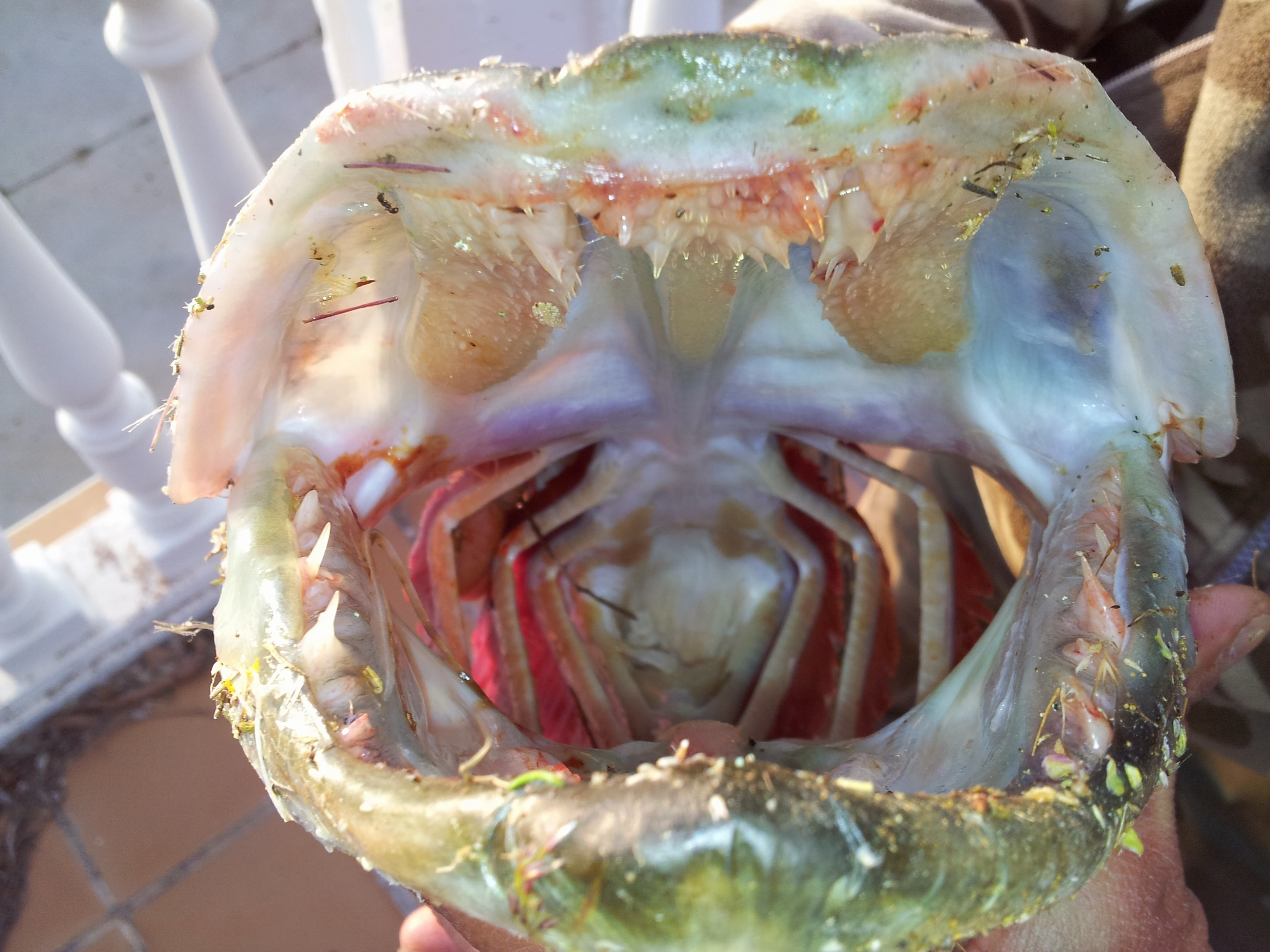
Boca abierta de un ejemplar del embalse de Ricobayo, Zamora.

Las mandíbulas de los lucios son de cartílago y se diferencian de las mandíbulas óseas de la mayoría de los peces. Los dientes son reemplazables y se disponen en hileras, unas detrás de otras, de manera que cuando se pierde un diente, una nueva pieza se mueve hacia adelante y lo sustituye. Los lucios pierden sus dientes de dos modos: de forma accidental al comer o por un proceso de muda natural.

## Comportamiento

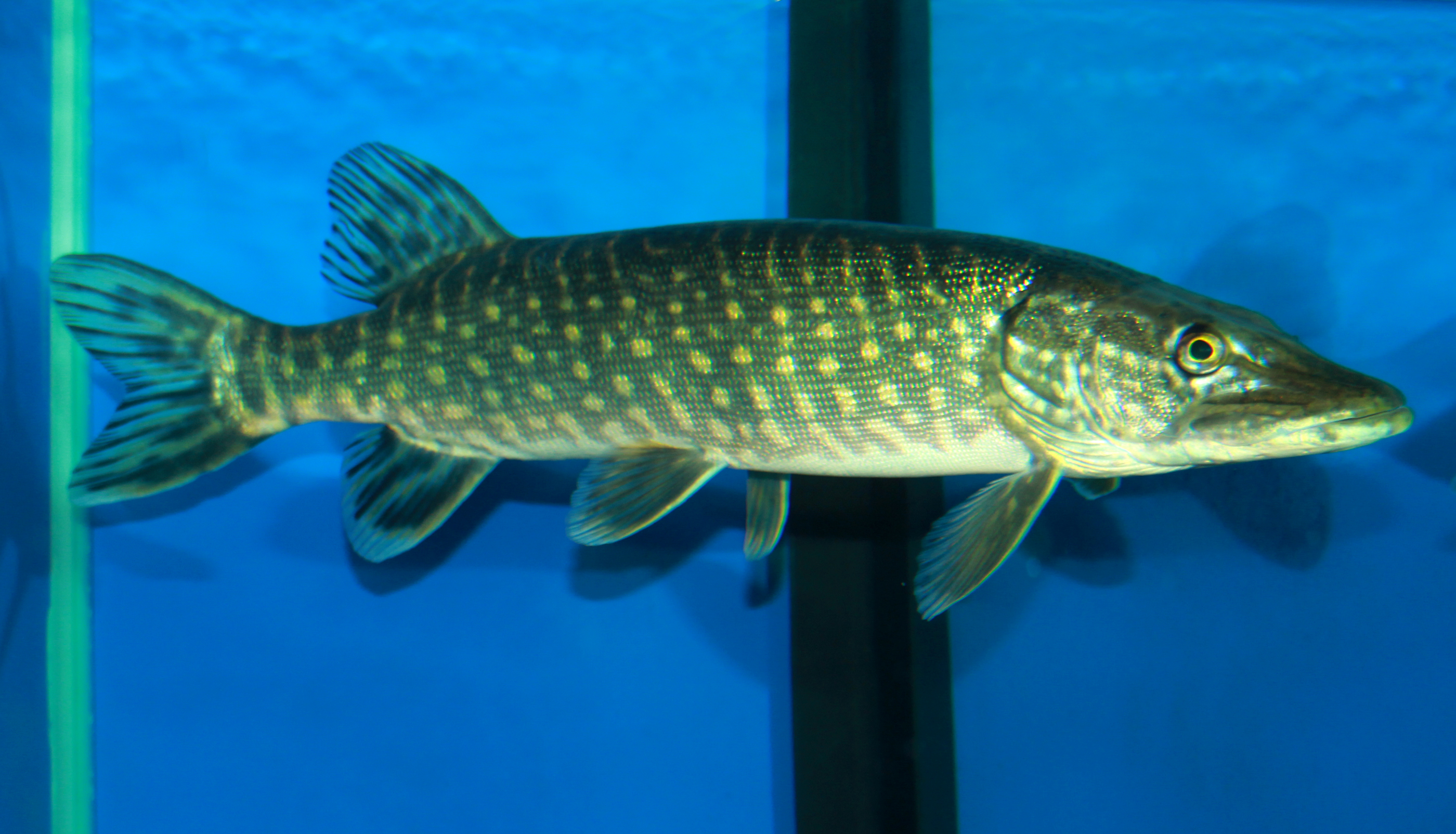
Ejemplar de la exhibición Vltava en Praga

Los lucios se alimentan de peces de todas las especies y de cangrejos; pueden comer alevines de su propia especie. Sapos, aves y pequeños mamíferos también pertenecen a su espectro de presa. El lucio tiene reputación de ser un pez de rapiña muy agresivo, a pesar de que pasa la mayor parte del tiempo escondido entre la vegetación. Han sido encontrados ejemplares adultos con aves en el aparato digestivo.
Algunos lucios alcanzan la edad de 30 años. La reproducción tiene lugar en orillas con vegetación abundante.

## Hábitat y situación en España

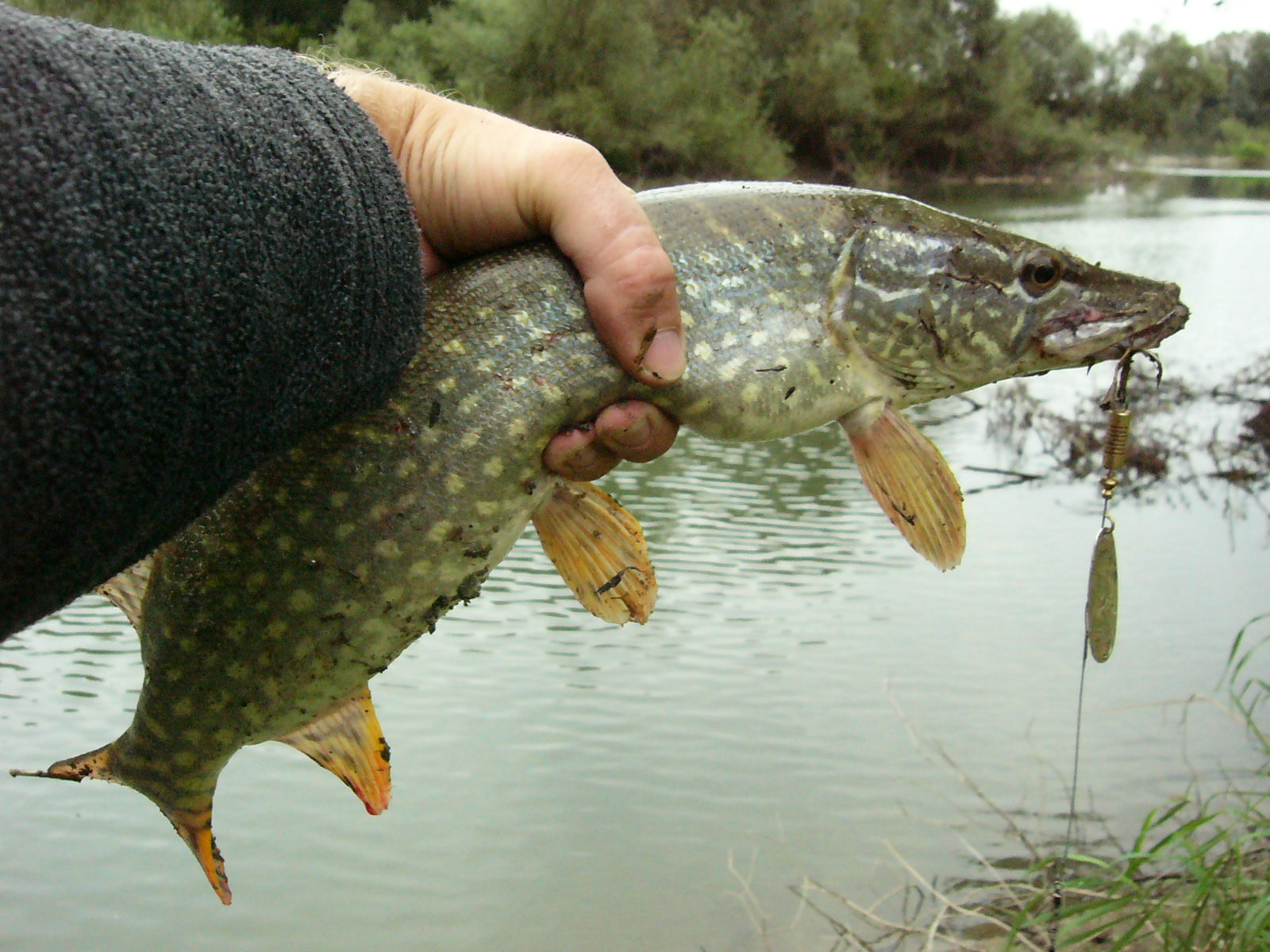
E. lucius cogido con anzuelo en el río Drava, Hungría.

El lucio es un pez de hábitat firme al que le gusta estar cerca de la orilla en aguas corrientes, lagos y grandes estanques. Prefiere las orillas con maleza y otras posibilidades de esconderse, como troncos, raíces, rocas, puentes o vegetación. Necesita un agua de buena calidad para prosperar, así como agua fresca, nivel estable de las aguas, abundancia de peces pasto y abundancia de vegetación.
Se encuentra en la mayor parte de la península ibérica, excepto en Galicia, con mayor abundancia en los embalses del Júcar, ríos castellanos, leoneses y extremeños.
Fue introducida en los años 50 por la administración para la pesca deportiva y ha sido traslocado a muchos lugares de la península. Actualmente constituye una amenaza importante para la conservación de la biodiversidad por su impacto sobre la ictiofauna autóctona, así como sobre anfibios, reptiles ligados a ecosistemas acuáticos e incluso avifauna.

### Carácter invasor en España
Debido a su potencial colonizador y constituir una amenaza grave para las especies autóctonas, los hábitats o los ecosistemas, esta especie fue introducida en el Catálogo español de especies exóticas invasoras, aprobado por Real Decreto 1628/2011, de 14 de noviembre (vigente hasta el 4 de agosto de 2013), derogado por Real Decreto 630/2013, de 2 de agosto, por el que se regula el Catálogo español de especies exóticas invasoras, siguiendo estando prohibida en España su introducción en el medio natural, posesión, transporte, tráfico y comercio gracias a una sentencia del Tribunal Supremo que fallaba mantener en el catálogo algunas especies excluidas. Por desgracia, el decreto anterior vio la luz pero no se aplicó por su inviabilidad (hasta su derogación), por la imposibilidad de repoblar las aguas con especies autóctonas, debido a la construcción de las presas de los embalses, las cuales impiden casi siempre el proceso de remonte y desove de algunas de estas especies.